# 키릴 카프리조프
키릴 올레고비치 카프리조프(러시아어: Кири́лл Оле́гович Капри́зов, 1997년 4월 27일~)는 러시아의 아이스하키 선수로 포지션은 레프트윙이다. 현재 내셔널 하키 리그(NHL)의 미네소타 와일드 소속으로 뛰고 있으며 이전에 콘티넨탈 하키 리그(KHL)의 팀인 메탈루르크 노보쿠즈네츠크, 살라바트 율라예프 우파, CSKA 모스크바 소속으로 활동했다. 그는 2021년에 NHL 신인상인 콜더 메모리얼 트로피를 받았다. 
카프리조프는 러시아 아이스하키 국가대표팀의 일원으로 2018년 동계 올림픽에서 금메달을 획득했으며 세계 선수권 대회에 3회 참가하여 동메달 1개를 획득했다.

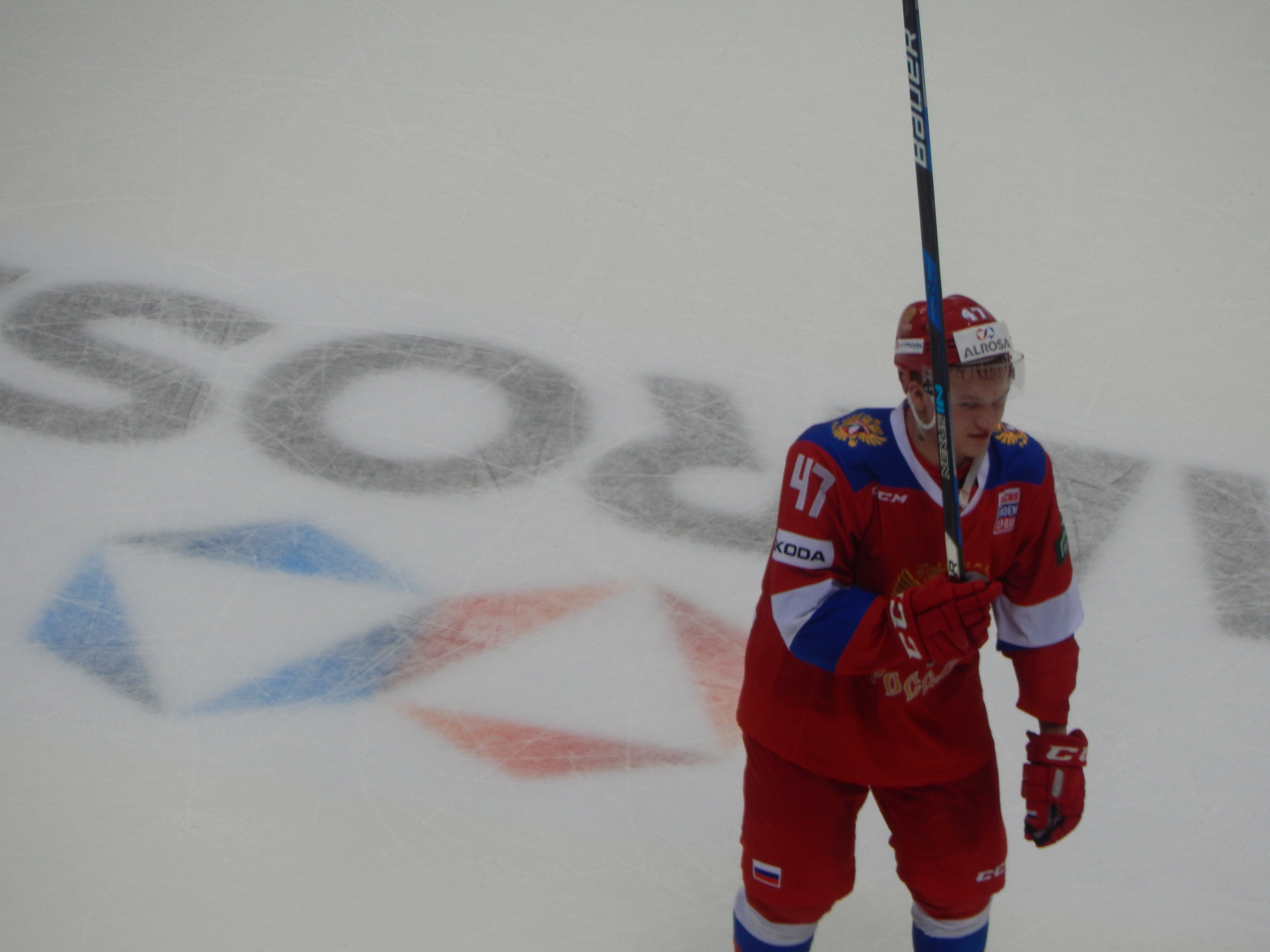
2017년 채널원컵 당시 러시아 대표팀 선수로 뛴 카프리조프